# Dossier 137
Pour plus de détails, voir Fiche technique et Distribution.
Dossier 137 est un film français co-écrit et réalisé par Dominik Moll, sorti en 2025.
Le film est présenté en « compétition officielle » au Festival de Cannes 2025.

## Synopsis
Un jeune homme est gravement blessé par un tir de Flash-Ball lors des manifestations liées au mouvement des Gilets jaunes. Stéphanie, enquêtrice à l'Inspection générale de la Police nationale, est chargée d'en déterminer les responsabilités.
Le film s'inspire du cas de manifestants blessées lors des manifestations des Gilets jaunes, ces dernières ayant été particulièrement violentes et parfois non autorisées et ayant fait plusieurs milliers de blessés parmi les manifestants et les forces de l'ordre.

## Fiche technique
Sauf indication contraire, les informations mentionnées dans cette section peuvent être confirmées par la base de données cinématographiques Allociné,  présente dans la section « Liens externes ».
- Titre original : Dossier 137
- Réalisation : Dominik Moll[3],[4],[5],[1],[6],[7],[8]
- Scénario : Dominik Moll et Gilles Marchand[5],[1],[7],[8]
- Musique : Olivier Marguerit[7]
- Décors : Emmanuelle Duplay[9]
- Photographie : Patrick Ghiringhelli[7]
- Costumes : Elsa Capus
- Son : François Maurel
- Montage : Laurent Rouan
- Production : Carole Scotta, Caroline Benjo, Barbara Letellier et Simon Arnal[7]
- Sociétés de production : Haut et Court et France 2 Cinéma en association avec 6 SOFICA [5],[10],[1],[7],[8]
- Société de distribution : Haut et Court (France)[5],[10],[7],[8]
- Pays de production :  France
- Langue originale : français
- Format : couleur
- Genre : policier[3],[5]
- Durée : 115 minutes
- Dates de sortie : 
  - France : 15 mai 2025 (Festival de Cannes)  ; 19 novembre 2025 (sortie nationale)[11]

## Distribution
- Léa Drucker : Stéphanie

- Théo Navarro-Mussy : Mickael Fages
- Théo Costa-Marini : Arnaud Lavallée
- Valentin Campagne : Rémi Cordier
- Guslagie Malanda : Alicia Mady
- Stanislas Merhar : Jérémy
- Côme Peronnet : Guillaume Girard
- Mathilde Riu : Sonia Girard
- Jonathan Turnbull : Benoît Guérini
- Antonia Buresi : une collègue de Stéphanie
- Kevin Debonne : un chef de brigade
- Laurent Bozzi : Santoni
- Dorothée Martinet : Chrystelle
- Étienne Guillou-Kervern : le syndicaliste de la police
- Yoann Blanc : un policier interrogé

## Production

### Genèse et développement
Le scénario est de la main de Dominik Moll et Gilles Marchand, et la réalisation est assurée par Dominik Moll,,,,.
La production est assurée par Haut et Court et France 2 Cinéma, et la distribution par Haut et Court,,,.

### Attribution des rôles
Léa Drucker, qui a obtenu le César 2019 de la meilleure actrice pour le film Jusqu'à la garde, tient le premier rôle, celui de Stéphanie, enquêtrice à l'Inspection générale de la Police nationale (IGPN), la police des polices,,,,.

### Tournage
Le tournage se déroule du 6 octobre au 5 décembre 2024 à Paris, au dojo de Montmorency dans le département du Val-d'Oise ainsi qu'à Saint-Dizier dans la Haute-Marne en région Grand Est,,,,,.

## Distinctions

### Sélections
- Festival de Cannes 2025 : sélection officielle, en compétition